# 배고픈 라디오
《유민상의 배고픈 라디오》는 SBS 러브FM(수도권 FM 103.5㎒)에서 매일 오후 2시 20분부터 오후 4시까지 방송되는 연예오락 전문 라디오 프로그램이다.

## 방송 시간
| 방송 채널  | 방송 기간                          | 방송 시간                     |
| ---------- | ---------------------------------- | ----------------------------- |
| SBS 러브FM | 2023년 10월 16일 ~ 2024년 7월 21일 | 매일 저녁 6시 5분 ~ 저녁 8시  |
| SBS 러브FM | 2024년 7월 22일 ~ 현재             | 매일 오후 2시 20분 ~ 오후 4시 |

## DJ
- 방송인 유민상 (남)

## 코너
평일 코너
- 배고픈 자들이여, 내게 오라
- 특별한 날 맞으신 분

주말 코너
- 밀린 수다

요일별 코너
- 월요일 : 손희애의 뉴스토랑
- 화요일 : 역맛살
- 수요일 : 같이 먹고 삽시다
- 목요일 : 배움의 민족
- 긍요일 : 불금엔 토크 한 잔
- 토요일 : 코.코.퀴
- 일요일 : 다니엘 유니의 POP, 대한민국 새출발! 지역 봄은 울산!, 울산.창원.부산! 설악산을 개편! (2025.4.13~'''현재''')

## 같이 보기
- 연예오락
- 두시탈출 컬투쇼 (SBS 파워FM)
- 2시N뮤직 김빛나입니다 (월~토요일) (Cpbc FM)